# Proton-protonový cyklus
Proton-protonový cyklus (proton-protonová reakce, p-p cyklus, p-p reakce, pp reakce, p-p řetězec apod.) je cyklus jaderných
reakcí, při kterých se v konečném důsledku přemění jádra vodíku 1H na jádra hélia 4He. Proton-protonový cyklus je základním zdrojem zářivé energie ve hvězdách hlavní posloupnosti, jejichž hmotnost příliš nepřesahuje hmotnost Slunce.

Schéma jedné z možností průběhu proton-protonového cyklu začíná srážkou dvou protonů (H), přičemž jeden z nich se mění na neutron a vzniká deuterium (D), elektronové neutrino (ν_{e}) a pozitron (e^{+}). Při srážce deuteria s dalším protonem vzniká izotop hélia ^{3}He a foton záření gama. Srážkou dvou těchto izotopů vzniká výsledný produkt, ^{4}He, přičemž se uvolňují dva protony, které mohou vstoupit do další reakce.

## Podrobný průběh p-p reakce

### 1. krok
Na začátku této jaderné reakce dochází ke spojení dvou jader vodíku 1H za vzniku deuteria 2H. Uvolňuje se pozitron e+ a neutrino {\displaystyle {\nu }}. Tento první krok je velmi pomalý, protože protony musí využít tunelového jevu, aby prošly Coulombovou bariérou a protože zde působí slabá interakce.
Uvolněný pozitron vzápětí anihiluje s nějakým elektronem, nacházejícím se ve slunečním jádru. Při této reakci se uvolní energie ve formě dvou gama fotonů.
Celkem se tedy v tomto prvním kroku uvolní +1,44 MeV energie.

### 2. krok
Vzniklé deuterium se může spojit s dalším jádrem vodíku 1H za vzniku izotopu helia 3He:

### 3. krok
Nyní jsou čtyři možné postupy, které vedou ke vzniku izotopu helia 4He. V reakci pp I vzniká helium 4He spojením dvou jader helia 3He, v reakci pp II a pp III se spojí jádro 3He s již existujícím jádrem 4He za vzniku jádra berylia. Při poslední možnosti, pp IV, se slučuje jádro 3He s jádrem vodíku 1H za vzniku jádra 4He. Tato poslední reakce nastává velmi zřídka. Ve Slunci je pravděpodobnost, že nastane reakce pp I 86 %, reakce pp II 14 %, reakce pp III 0.11% a reakce pp IV kolem 0,3 ppm.

#### 3a. – reakce pp I
Tato reakce převládá při teplotách od 10 do 14 milionů Kelvinů (MK).

#### 3b. – reakce pp II (spalování lithia)
Tato reakce převažuje při teplotách od 14 do 23 MK.
90% neutrin vzniklých při reakci jádra berylia 7Be s elektronem e− si odnáší energii 0,861 MeV, zbývajících 10% vzniklých neutrin si odnáší energii 0,383 MeV (závisí na tom, zda je vzniklé jádro lithia 7Li v základním stavu nebo excitovaném).

#### 3c. – reakce pp III
Reakce pp III převažuje při teplotách překračujících 23 MK. Tato reakce není hlavním zdrojem energie na Slunci, ale byla důležitá pro vznik problému slunečních neutrin, protože při ní dochází k produkci vysokoenergetických neutrin (jejich energie dosahuje 14.06 MeV).

#### 3d. – reakce pp IV (Hep reakce)
Tato reakce může teoreticky probíhat, ale je velmi vzácná (na Slunci probíhá asi s pravděpodobností 0,3 ppm). Při této reakci se spojí jádro helia 3He přímo s protonem za přímého vzniku helia 4He, uvolní se pozitron a elektronové neutrino s velmi vysokou energií (kolem 18,8 MeV).
Tato reakce se někdy nazývá Hep reakce (slučuje se heliové jádro a proton)

#### Zdroj tepelné a zářivé energie

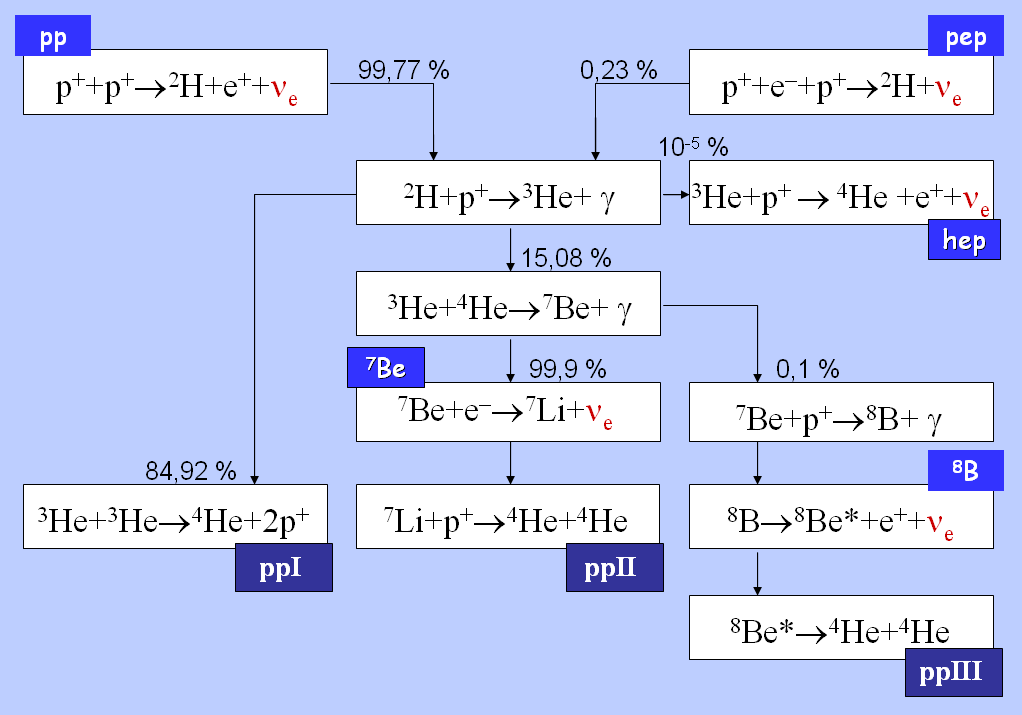
Schema průběhu pp reakce a pep reakce v nitru hvězdy podobné Slunci. Procenta ukazují pravděpodobnost průběhu dané reakce.

Srovnáním hmotnosti vzniklého jádra helia 4He a hmotností čtyřech protonů, které jsou zapotřebí k jeho vzniku, dojdeme k závěru, že 0,7 % původních protonů se přeměnilo na energii. Tuto energii (celkem 26,73 MeV) si odnáší vzniklé fotony gama záření a vzniklá neutrina.
Pouze energie vzniklého gama záření interaguje s elektrony a protony uvnitř Slunce a zahřívá jeho vnitřní části. Toto zahřívání zabraňuje gravitačnímu kolapsu Slunce.
Neutrina nereagují nijak významně s látkou a proto nemají vliv na zahřívání vnitřních částí Slunce. Neutrina vzniklá při reakcích pp I, pp II a pp III odnášejí pryč 2,0 %, 4,0 % a 28,3 % energie, která vzniká při těchto reakcích.

## pep reakce
Deuterium, kromě prvního kroku pp reakce, může také vzniknout velmi vzácnou pep (proton–elektron–proton) reakcí:
Ve Slunci je poměr počtu pep reakcí k počtu pp reakcí 1:400. Neutrina uvolněná při této reakci jsou mnohem energetičtější. Zatímco neutrina vzniklá v prvním kroku pp reakce mají energii do 0,42 MeV, neutrina vzniklá při pep reakci jsou vysokoenergetická s energií kolem 1,44 MeV.
Obě reakce, pep a pp reakce, mohou být považovány jako dvě různé Feynmanovy reprezentace stejné základní interakce, kde elektron vystupuje na pravé straně zápisu reakce jako antielektron (pozitron). Další průběh reakcí je stejný, jako v krocích 2 – 4 pp reakce.
Přímý důkaz, že pep reakce se podílí na fúzních reakcích na Slunci, podala analýza výsledků experimentu Borexino z r. 2012, ve které byla zaznamenána neutrina v energetickém pásmu 1,0 MeV až 1,5 MeV. Ve spojení se standardním modelem Slunce z toho vyplývá i snížení pravděpodobnosti, že na Slunci probíhá CNO cyklus.